# Кан (Белуно)
Кан (итал. Can) је насеље у Италији у округу Белуно, региону Венето.
Према процени из 2011. у насељу је живело 183 становника. Насеље се налази на надморској висини од 465 м.